# انفتال الخصية
انفتال الخصية (بالإنجليزية: Torsion of testicle) هي حالة طبية إسعافية طارئة تحدث عندما تنفتل الخصية حول محور الحبل المنوي مما يؤدي إلى انقطاع التروية الدموية عن الخصية وتتطلب تدخلا طبيا جراحيا عاجلا.

## مقدمة تشريحية
الخصية هي عضو متحرك قاسي يتوضع ضمن الصفن، حيث تتوضع الخصية اليسرى عادة في مستوى أخفض من الخصية اليمنى، وتحاط كل خصية بمحفظة ليفية قاسية هي الغلالة البيضاء، وتنقسم الخصية إلى عدة فصوص وينقسم كل فص إلى عدة أنابيب منوية،

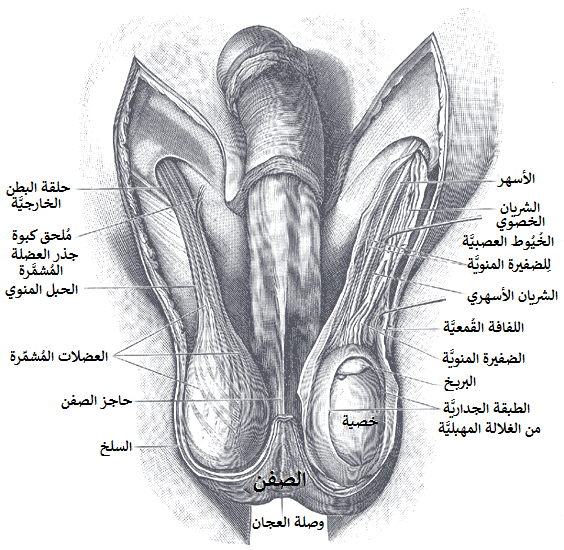

تأتي التغذية الشريانية للخصية من الشريان الخصوي والذي هو فرع مباشر من الشريان الأبهر البطني، بينما يكون العود الوريدي عن طريق الضفيرة الدوالية التي تتجمع لتشكل الوريد الخصوي والذي يصب في الوريد الأجوف السفلي في الأيمن وفي الوريد الكلوي في الأيسر، أما التصريف اللمفي للخصية فيكون للعقد اللمفية القطنية والعقد اللمفية جانب الأبهرية.

## مقدمة فيزيولوجية
للخصية دور مزدوج فهي غدة داخلية الإفراز تقوم بإنتاج الهرمونات الجنسية الذكرية أو الأندروجينات وأهمها هرمون التستوستيرون وتطلقها إلى الدم مباشرة وهي غدة خارجية الإفراز أيضا تقوم بإنتاج النطاف والتي تذهب إلى البربخ ومن ثم إلى الأسهر والذي يصب بدوره في الإحليل . إن إنتاج النطاف يتطلب حرارة أقل من درجة حرارة جوف البطن بحوالي 3 درجات مئوية ولذلك تهاجر الخصية في نهاية الحياة الجنينية من جوف البطن إلى الصفن.

## العلامات والأعراض
إن انفتال الخصية تحدث غالبا عند المراهقين والأطفال ورغم أن سببها مجهول فهناك دراسات ترجح وجود عيب خلقي في الحبل المنوي. يبدأ انفتال الخصية بشكل مفاجئ بعد جهد مضنٍ أو بعد حدوث القذف، وأهم الأعراض والعلامات السريرية التي تشير لحدوث انفتال الخصية هي ألم شديد ومفاجئ أحادي الجانب واحمرار وتوذم في الصفن بالإضافة إلى ألم في أسفل البطن مع غثيان وإقياء، وبالفحص السريري نلاحظ توذم في الحبل المنوي في الجهة المصابة وقساوة وإيلام بجس الخصية، لا يخف الألم برفع الصفن باتجاه الأعلى ولا تترافق الحالة مع ترفع حروري غالبا، رغم أن القصة المرضية والفحص السريري يكون مشخصا عادة ولكن التشخيص المؤكد لانفتال الخصية هو الإيكو دوبلر حيث نلاحظ غياب التروية الدموية عن الخصية بشكل كامل.

## التشخيص التفريقي
من أهم الحالات التي قد تلتبس مع انفتال الخصية :
- التهاب الخصية والبربخ : وتتميز عن انفتال الخصية بوجود الترفع الحروري وبوجود الصيغة الالتهابية مخبريا وبزوال الألم عند رفع الصفن وبوجود التروية الدموية عند الفحص بالإيكو دوبلر في حين لا توجد تروية دموية على الإيكو دوبلر في حالة انفتال الخصية.
- الدوالي المنوية : والتي هي توسع في أوردة الخصية وتتميز بألم مزمن وليس مفاجئ على شكل ثقل في أسفل البطن يظهر خاصة في حالات الاحتقان أو الوقوف المديد إن شدة الألم المصاحب للدوالي أخف بكثير من ألم انفتال الخصية.

يعتمد تشخيص انفتال الخصية بصورة أساسية على الأعراض السريرية والتي تتمثل بألم شديد مفاجئ في الخصية، مع وذمة واحمرار في جلد الصفن، ولتأكيد التشخيص يلجأ الأطباء عادة لإجراء إيكو دوبلر للخصية لدراسة الشريان الخصوي والتروية الدموية للخصية، ويمكن إجراء بعض التحاليل المخبرية للمساعدة في الوصول للتشخيص الصحيح.

## العلاج
إن انفتال الخصية هي حالة إسعافية عاجلة وحرجة وفور وضع تشخيص انفتال الخصية فإن المريض بحاجة لعلاج إسعافي طارئ هو الجراحة، إذا كانت الفترة بين حدوث الانفتال والعمل الجراحي قصيرة نسبيا والنسيج الخصوي ما يزال سليماً يقوم الجراح بتحرير الخصية ورد الانفتال وتثبيت الخصية السليمة والمصابة بقطب جراحية على جدار الصفن من الداخل، أما إذا كانت الخصية ميتة نتيجة انقطاع التروية الدموية لفترة طويلة (غالبا أكثر من 6 ساعات) فيظهر النسيج الخصوي بلون أسود أو قاتم فيقوم الجراح عندها باستئصال الخصية المصابة وتثبيت الخصية السليمة على جدار الصفن من الداخل خوفا من احتمال انفتالها في المستقبل.